# Jaroslav Michálek
Jaroslav Michálek (* 31. května 1968 Dačice) je český lékař, atestovaný pediatr, imunolog, onkolog, který se zaměřuje zejména na regenerativní medicínu s využitím kmenových buněk a buněčných terapií. V letech 1993–2011 působil na Lékařské fakultě Masarykovy univerzity v Brně. V roce 2010 založil nestátní zdravotnické zařízení kliniku Cellthera, ve které je dosud jednatelem. Od roku 2011 je prezidentem mezinárodní organizace International Consortium for Cell Therapy and Immunotherapy. Na své klinice využívá nepovolené léčebné postupy, které nemají účinek na zdraví pacienta.

## Osobní a profesní život
Po ukončení Gymnázia na třídě Kapitána Jaroše v Brně studoval Lékařskou fakultu Masarykovy univerzity, obor všeobecné lékařství, kterou absolvoval v roce 1993. Poté nastoupil jako lékař na 1. Dětskou kliniku Fakultní nemocnice U svaté Anny v Brně, která později přešla pod Fakultní nemocnici Brno. V roce 1997 obhájil dizertační práci Infekce virem Epsteina-Barrové, cytomegalovirem a lidským herpesvirem 6 u dětí s nádorovým onemocněním a zavedení rychlé detekce virové DNA pomocí pomerázové řetězové reakce (Ph.D.). Habilitační řízení podstoupil na téma Buněčná imunoterapie nádorů: identifikace antigen-specifických T lymfocytů (2004, docent) a v roce 2007, tj. ve svých 39 letech, byl jmenován profesorem Masarykovy univerzity pro obor pediatrie. V letech 2000–2003 absolvoval zahraniční vědecko-výzkumný pobyt na University of Texas Southwestern Medical Center v texaském Dallasu v USA. Výzkum byl zaměřen na využití kmenových buněk při transplantaci kostní dřeně u onkologických pacientů. Výsledkem tohoto výzkumu bylo několik odborných publikací a 2 klinické studie provedené v centru klinického výzkumu nemocnice M.D.Anderson v Houstonu a v National Institute of Health, Hematology Branch, Bethesda, USA.
V roce 2010 založil kliniku Cellthera jako nestátní zdravotnické zařízení se zaměřením na regenerativní medicínu, kmenové buňky, podporu imunity včetně onkologických pacientů, léčbu degenerativních onemocnění a chronických onemocnění provázených chronickým zánětem včetně degenerativní osteoartrózy, cévní mozkové příhody, autoimunitních onemocnění, nemocí sítnice a únavového syndromu.
Od roku 2011 je prezidentem International Consortium for Cell Therapy and Immunotherapy (ICCTI). Toto mezinárodní konsorcium propaguje využití kmenových buněk v léčbě různých onemocnění, zejména pak těch, která jsou spojeny s chronickým zánětem, degenerativními změnami a stárnutím organizmu. ICCTI konsorcium také propaguje protinádorovou imunoterapii s využitím protinádorových vakcín na bázi dendritických buněk imunitního systému onkologického pacienta.
Profesor Michálek je spolupůvodcem Evropského patentu z roku 2011 EP 11188494.6 Vaccine for tumor immunotherapy a od roku 2015 je držitelem Evropského patentu EP 2792741 Method for isolation of adipose tissue-derived stromal vascular fraction cells.

## Kontroverze
Na své klinice v Brně nabízí Michálek alternativní léčbu, která není v ČR povolena a podle odborníků je neúčinná, pro příslušnou léčbu kmenovými buňkami nemá ani licenci. Nejedná se o experimentální léčbu, protože ji klinika nabízí komerčně.

## Dílo
Přehled nejčastěji citovaných odborných publikací Prof. MUDr. Jaroslava Michálka, Ph.D.:
- Michálek J, Collins RH, Durrani HP et al. Definitive separation of graft-versus-leukemia and graft-versus-host specific CD4+ T cell clones by virtue of their T cell receptor beta locus sequences. Proc Natl Acad Sci USA 2003a, 100(3):1180-4. doi: 10.1073/pnas.0337543100
- Michálek J, Collins RH, Hill BJ et al. Identification and monitoring of graft-versus-host specific T-cell clone in stem cell transplantation. Lancet 2003, 361(9364):1183-5. doi: 10.1016/S0140-6736(03)12917-0
- Amrolia PJ, Muccioli-Casadei G, Yvon E, Huls H, Sili U, Wieder ED, Bollard C, Michalek J, Ghetie V, Heslop HE, Molldrem JJ, Rooney CM, Schlinder J, Vitetta E, Brenner MK. Selective depletion of donor alloreactive T cells without loss of antiviral or antileukemic responses. Blood 2003, 102: 2292-9. Erratum in: Blood 2004, 104: 1605. doi: 10.1182/blood-2002-11-3516
- Michalek J., Svetlikova P., Fedora M., Klimovic M., Klapacova L., Bartosova D., Hrstkova H., Hubacek J.A.: Interleukin-6 gene variants and the risk of sepsis development in children. Hum Immunol 2007, 68: 756-760. doi: 10.1016/j.humimm.2007.06.003
- Michalek J., Svetlikova, P., Fedora M., Klimovic M., Klapacova L., Bartosova D., Hrstkova H., Hubacek J.A.: Bactericidal permeability increasing protein gene variants in children with sepsis. Intens Care Med 2007, 33: 2158-2164. doi: 10.1007/s00134-007-0860-3